# Афінська школа (література)

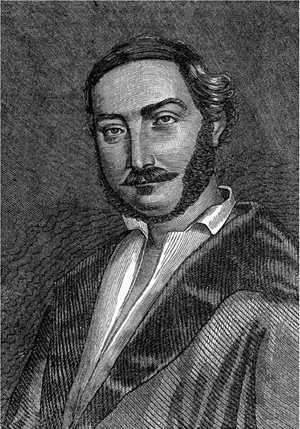
Панагіотіс Суцос та Александрос Різос Рагавіс є одними з представників 1-ї Афінської школи.

Афінська школа в грецькій літературі — напрямок, в якому, у протилежність Іонічній школі, умовно об’єднують поетів тридцятих — сімдесятих років XIX століття, що писали кафаревусою.
Формування Афінської школи пов’язується з прибуттям до незалежної Греції фанаріотів, які були відірвані від повсякденного життя народу, не брали участі у визвольних змаганнях, але зберегли освіченість у архаїчній формі, що брала витоки ще у візантійській книжності. Вони не дуже добре розбиралися в соціокультурних обставинах тогочасної Греції, але мали досить рішучості й самовпевненості, щоб повчати «дикуватих» мешканців материкової Греції з висоти своїх знань. Природно, що вони були в своїй творчості переважно прихильниками кафаревуси. Проте їхні мовні уподобання розвивалися досить складно: багато ранніх творів представників цієї школи було написано на дімотікі або під її значним впливом. Це було обумовлено післяреволюційною атмосферою, що підштовхувала до певної демократизації мови. Проте невдовзі настає інтенсивна й стрімка архаїзація: фанаріоти вважали себе за охоронників вітчизняної спадщини й хотіли таким чином закласти підвалини нової національної культури.
Першим твором Афінської школи вважається поема Панайотіса Суцоса «Подорожанин» (написана в двадцяті роки XIX століття, опублікована в 1831). В ній виразно відстежується вплив французького романтизму, що й не дивно, адже і Панайотіс (1806–1868), і його старший брат Александрос (1803–1863) приїхали до Греції з Парижу, де в двадцяті роки романтизм був провідним літературним напрямком. В сюжеті поеми переплітаються традиційні для літераторів-романтиків мотиви: нещасне й пристрасне кохання, страждання самітності, скорботні мандрування…
Натхнення й ентузіазм, викликані в романтиків Афінської школи героїзмом визвольних змагань, швидко вивітрюються: пореволюційна атмосфера, сформована значною мірою під тиском іноземних обмежень (див. Перша Грецька Республіка та Грецьке королівство) суттєво видрізнялася від революційних сподівань; багато хто з греків сприймав нову владу як чужинську окупацію (навіть короля їм нав’язали німецького). 1831 року Александрос Суцос видає сатиричну збірку «Панорама Греції», де стверджує, що «воля пішла геть», і зображує розчарування її захисників. Панайотіс Суцос у своїй найвідомішій збірці поезій «Гітара» висловлював ті ж самі настрої; цю збірку він сам характеризував як таку, що засуджує насильство та антинаціональні дії.
Тематика поезії братів Суцосів — оспівування визвольної боротьби та її героїв, увічнення подвигів — була самодостатньою й актуальною, але, крім того, була своєрідним викликом і докором пануючій атмосфері, закликом до національного достоїнства. Як одна з форм ствердження такого достоїнства виступало й звернення до стародавньої мови (свідоцтва колишньої грецької величі), хоча за суттю своєю це було лише хворобливою реакцією на чужинське насилля. Обмежуючи можливість спілкування із ширшими верствами народу, ця орієнтація спрацювала проти об’єктивних поривань речників Афінської школи, бо їхні твори стали ближчими до офіційної політики, ніж тексти Іонічної школи, яка опинилася на периферії грецького літературного життя: річ у тім, що в сорокові роки прем’єр-міністр Колетіс висунув ідею «Великої Греції» (відновлення держави в кордонах колишньої Візантійської імперії), і культ стародавньої мови чудово вписувався в цю досить-таки шовіністичну концепцію.
Романтичне натхнення Афінської школи після цього швидко згасає, П. Суцос після «Гітари» фактично замовк; офіційно насаджуваному псевдокласицизмові відповідають лише тексти третього визначного представника першої генерації Афінської школи — Ранґавіса (1809–1892), який ще довго був творчо активним.
У п’ятдесяті — шістдесяті роки на зміну першій приходять друга й третя генерації Афінської школи: І. Тандалідіс (1818–1876), І. Карасуцас (1824–1873), Д. Валаваніс (1829–1854), А. Парасхос (1838–1895), Д. Папаррігопулос (1843–1873), С. Василіадіс (1845–1874). У творчості представників цих генерацій вже остаточно усталилися похмурі риси: мотиви смерті, песимізм, відірваність від дійсності, штучність системи образів. Віддзеркалився й крах надій на відновлення величі Греції. До того ж представників другої генерації немов переслідувала доля: Валаваніс молодим помер від сухот, Карасуцас рано кинув писати, а потім і руки на себе наклав… Важливим мотивом у Папаррігопулоса й Василіадіса була трагедія нездійсненої особистої долі.
У вісімдесяті роки XIX століття виникає Нова Афінська школа, яка успадкує й розвине спадщину і Афінської, й Іонічної шкіл.